# ブリュッセル国際ファンタスティック映画祭
ブリュッセル国際ファンタスティック映画祭（ブリュッセルこくさいファンタスティックえいがさい、仏: Festival international du film fantastique de Bruxelles、オランダ語: Internationaal Festival van de Fantastische Film van Brussel)は、ホラー映画、 スリラー映画、SF映画を対象とする国際映画祭。1983年から毎年3 - 4月にベルギーのブリュッセルで開催されている。国際映画製作者連盟公認の国際映画祭でもあり、シッチェス・カタロニア国際映画祭、ポルト国際映画祭と並び、世界三大ファンタスティック映画祭とされる。